# Bogusław XIII de Poméranie
Pour les articles homonymes, voir Bogusław.
Boguslaw XIII de Poméranie (polonais : Bogusław XIII; allemand : Bogislaw XIII.) né le 9 août 1544 - † 7 mars 1606 à Stettin) est duc de Poméranie.

## Biographie
Bogusław XIII est le fils du duc Philippe Ier de Poméranie-Wolgast et de Marie de Saxe. Dès l'âge de 14 ans, il est étudiant de l'université de Greifswald, dont il devient pour un an le recteur en 1559. Il sera ensuite co-régent avec son frère, le duc Jean-Frédéric de Poméranie-Wolgast.
En 1569 il dut pourtant céder à Jean-Frédéric les bailliages de Barth et Neuenkamp. En 1582 il créa à Barth une imprimerie ducale, qui acquit un rayonnement plus que régional, notamment grâce à l'édition en 1588 d'une bible en bas allemand, dite « Bible de Barth » (Barther Bibel). En 1587, pour concurrencer commercialement le port étranger de Stralsund, il fonda Franzburg, qui toutefois n'inquiéta jamais sérieusement sa rivale.
De 1603 à sa mort, il régna sur le duché de Poméranie-Szczecin, qui lui revenait en application du décret de succession de Jasenitz (1569), ses frères Jean-Frédéric († 1600) et Barnim X (XII) († 1603) étant morts sans laisser d'héritier. Il demeura toutefois à Barth et nomme son plus jeune fils, Philippe II, comme gouverneur à Szczecin.

### Succession
Les derniers ducs de la maison de Greifen sont issus de son mariage avec Claire de Brunswick-Lunebourg, fille de François de Brunswick-Lunebourg. Ses fils Philippe II, François et Bogislaw XIV se sont succédé au trône ducal de Szczecin, le dernier devenant même en 1625 duc de Poméranie-Wolgast ; François, Bogislaw XIV et le benjamin, Ulrich régnèrent aussi comme princes-évêques luthériens de Cammin.

## Union et postérité
Bogusław XIII épouse le 8 septembre 1572 Claire de Brunswick-Lunebourg, une fille du duc François de Brunswick-Lunebourg avec qui il a onze enfants:
- Philippe II (1573-1618)
- Claire de Poméranie (1574-1623), épouse de Sigismond Auguste de Mecklenbourg-Schwerin (1576-1603) puis de Auguste II de Brunswick-Wolfenbüttel (1579-1666)
- Catherine (1575-1577)
- François de Poméranie (1577-1620)
- Erdmuthe (1578-1583)
- Bogusław XIV (1580-1637),
- Georges II (1582-1617)
- Jean Ernest (1586-1590)
- Sophie Hedwige (1588-1591)
- Ulrich (1589-1622)
- Anne (1590-1660), épouse de Ernest de Croÿ (1583-1620)

En secondes noces le 30 mai 1601 il épouse Anne de Schleswig-Holstein-Sonderbourg (née le 7 octobre 1577), fille
de Jean de Schleswig-Holstein-Sonderbourg et d'Elisabeth de Brunswick-Grubenhagen. Cette union reste stérile.

### Bibliographie

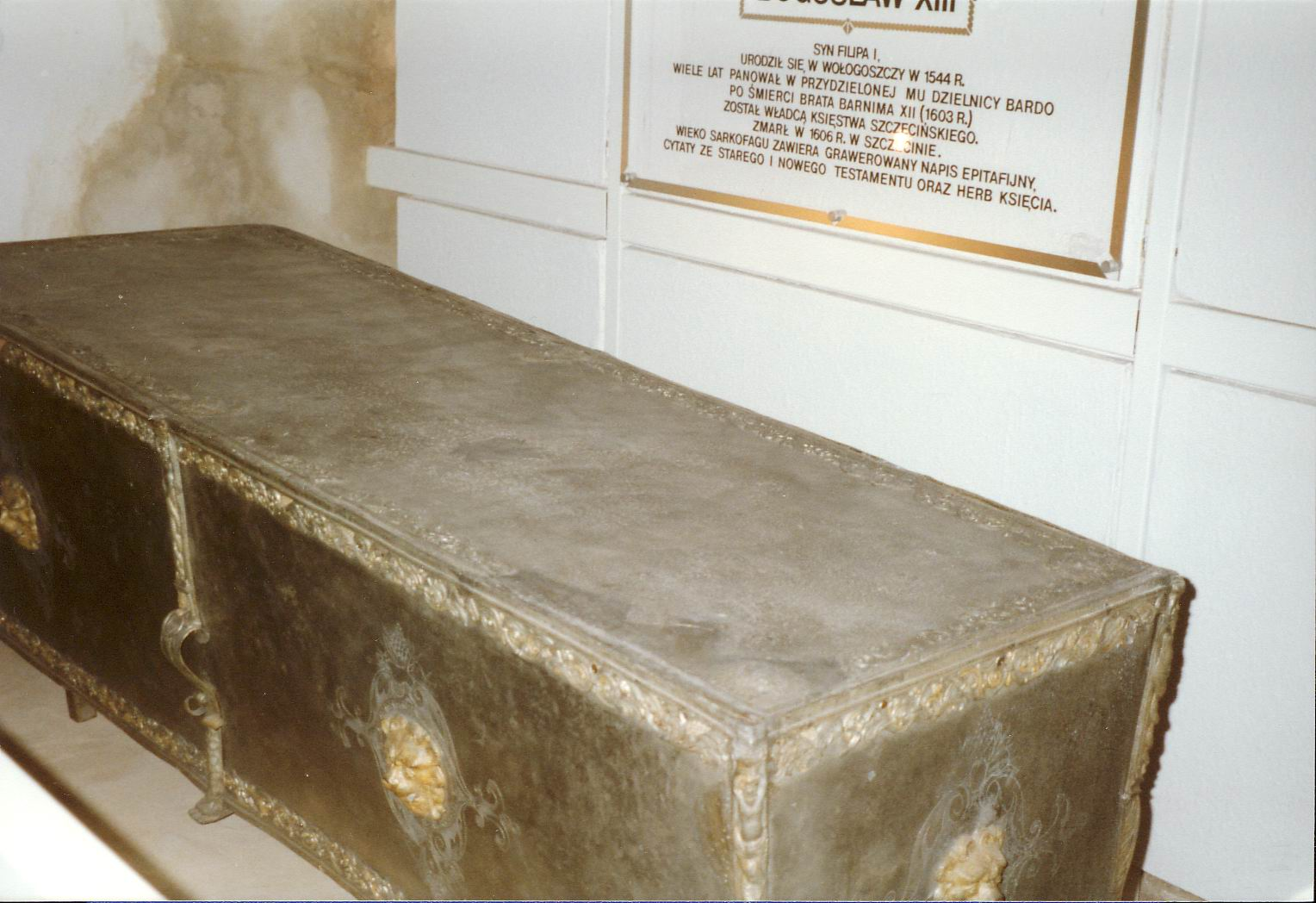
Le cercueil du duc Bogislaw XIII